# Nupserha yunnanensis
Nupserha yunnanensis är en skalbaggsart som beskrevs av Stefan von Breuning 1960. Nupserha yunnanensis ingår i släktet Nupserha och familjen långhorningar. Inga underarter finns listade i Catalogue of Life.